# Crotalaria prostrata
Crotalaria prostrata là một loài thực vật có hoa trong họ Đậu. Loài này được Willd. miêu tả khoa học đầu tiên.